# Свобода (Каменський міський округ)
Свобо́да (рос. Свобода) — присілок у складі Каменського міського округу Свердловської області.
Населення — 24 особи (2010, 18 у 2002).
Національний склад станом на 2002 рік: росіяни — 94 %.